# Erwein von der Leyen
 (septembre 2022).
Pour les articles homonymes, voir Von der Leyen.
Karl Eugen Damian Erwein I. Fürst von und zu der Leyen und Graf zu Hohengeroldseck fut prince de la Leyen, comte de Hohengeroldseck et baron d'Adendorf. Il est né le 3 avril 1798 à Wiesentheid et est décédé le 17 mai 1879 à Waal.

## Ascendance
Erwein est le fils du prince Philipp von der Leyen (1766 - 1829) et de son épouse Sophie Thérèse née Gräfin von Schönborn-Wiesentheid (1772 - 1810).

## Carrière militaire
Erwein s'est engagé dans l'armée bavaroise en 1814 en tant que Leutnant, il devient Oberleutnant en 1817,Rittmeister en 1820, Major en 1823 , 1833 Oberstleutnant en 1833,Oberst en 1841 et Generalmajor en 1856.

## Descendance
Il est le père de Philippe II (14 juin 1819 - 24 juillet 1882), de Franz (17 février 1821 - 8 décembre 1875) et d'Amalie (17 décembre 1824 - 9 avril 1857).